# Joinville-le-Pont
Joinville-le-Pont település Franciaországban, Val-de-Marne megyében. Lakosainak száma 20 784 fő (2022. január 1.). Joinville-le-Pont Párizs, Maisons-Alfort, Saint-Maurice, Saint-Maur-des-Fossés, Nogent-sur-Marne és Champigny-sur-Marne községekkel határos.

## Népesség
A település népességének változása:
| Lakosok száma | 18 124 | 18 859 | 18 973 | 19 133 | 19 516 | 19 652 | 19 128 | 20 413 | 20 784 |
|               | 2013   | 2015   | 2016   | 2017   | 2018   | 2019   | 2020   | 2021   | 2022   |